# Venio Losert
Venio Losert, né le 25 juillet 1976 à Zavidovići (Yougoslavie, aujourd'hui en Bosnie-Herzégovine), est un handballeur croate, évoluant au poste de gardien de but. Double champion olympique en 1996 et 2004, il participe en 2012 à ses quatrièmes Jeux olympiques en étant porte-drapeau de la délégation croate aux Jeux olympiques de 2012 à Londres.

## Biographie
Venio Losert commence sa carrière au sein du club croate de Badel Zagreb, avec lequel tous les championnats et coupes entre 1993 et 1999 et atteint à quatre reprises la finale de la Ligue des champions en 1995, 1997, 1998 et 1999. Ensuite, deux particularités rythment sa carrière : il n'est jamais resté plus de 4 ans dans un club et en a connu 10 en 13 saisons et surtout, il est probablement le meilleur... deuxième gardien d'Europe. En effet, il fut plus souvent dans un rôle secondaire que ce soit derrière Hvidt, Barrufet, Szmal... en club et Šola ou Alilović en sélection. En 2004, il se retrouve sans club après la fin de son contrat au BM Granollers avant d'être recruté au Portland San Antonio en décembre pour pallier le décès du Cubain Vladimir Rivero.
À l'été 2012, il est contraint de quitter le club espagnol du CB Ademar León en proie à des difficultés financières. Il rejoint alors le nouveau club danois du KIF Kolding, club ayant par la suite fusionné avec l'AG Copenhague, en liquidation judiciaire, pour donner le KIF Copenhague. En octobre 2012, il signe pour le club polonais du KS Kielce afin de pallier la blessure du gardien danois Marcus Cleverly.
Qualifié pour jouer dans le club polonais à compter du 10 janvier 2013, il atteint la demi-finale de la Ligue des champions 2012-2013.
Pour suppléer au départ de Thierry Omeyer il signe, en avril 2014, un contrat d'un an plus une année renouvelable avec le club du Montpellier AHB. Il met un terme à sa carrière sur un titre de vice-champion de France en 2015.

## Palmarès

### Sélection nationale
Jeux olympiques
- Médaille d'or aux Jeux olympiques de 2004 à Athènes,  Grèce
- Médaille d'or aux Jeux olympiques de 1996 à Atlanta,  États-Unis
- Médaille de bronze aux Jeux olympiques de 2012 à Londres,  Royaume-Uni
- 4e aux Jeux olympiques de 2008 à Pékin,  Chine

Championnats du monde
- Médaille d'or du Championnat du monde 2003,  Portugal
- Médaille d'argent du Championnat du monde 2009,  Croatie
- Médaille d'argent du Championnat du monde 2005,  Tunisie
- Médaille d'argent du Championnat du monde 1995,  Islande

Championnats d'Europe
- Médaille de bronze au Championnat d'Europe 2012,  Serbie

### Club
Compétitions internationales
- Finaliste de la Ligue des champions (4) : 1995, 1997, 1998 et 1999
- Demi-finaliste en 2013

Compétitions nationales
- Vainqueur du Championnat de Croatie (7) : 1993, 1994, 1995, 1996, 1997, 1998, 1999
- Vainqueur de la Coupe de Croatie (7) : 1993, 1994, 1995, 1996, 1997, 1998, 1999
- Vainqueur du Championnat d'Espagne (2) : 2005, 2006
  - Vice-champion d'Espagne (2) : 2008, 2009
- Vainqueur de la Coupe d'Espagne (2) : 2007, 2009
- Vainqueur de la Supercoupe d'Espagne (3) : 2007, 2008, 2009
- Vainqueur du Championnat de Pologne (1) : 2013
- Vainqueur de la Coupe de Pologne (1) : 2013
- Deuxième du Championnat de France (1) : 2015

### Distinctions individuelles
- Élu handballeur croate de l'année en 1998
- Porte-drapeau de la délégation croate aux Jeux olympiques de 2012 à Londres[3]